# Sinobatis melanosoma
Sinobatis melanosoma är en rockeart som först beskrevs av Chan 1965.  Sinobatis melanosoma ingår i släktet Sinobatis och familjen Anacanthobatidae. Inga underarter finns listade i Catalogue of Life.
Artepitet i det vetenskapliga namnet är sammansatt av de gammalgrekiska orden melanos (svart) och soma (kropp).
Denna rocka blir upp till 59 cm lång och kroppsskivan blir 38 cm bred. Kroppen har en svartbrun färg och den är inte blåaktig som hos Sinobatis caerulea. Dessutom är den främre delen av bröstfenan smalare och nosen i jämförelse med hela längden kortare.
Utbredningsområdet ligger kring östra Filippinerna, vid små öar nära Vietnam och Taiwan samt kring öar i södra Japan. Denna fisk vistas 575 till 1100 meter under havsytan. Havets grund i regionen är mjuk. Hannar blir könsmogna vid en längd av 53 cm. Honor lägger ägg.
Sinobatis melanosoma hamnar ofta som bifångst i fiskenät. Hela populationen bedöms som stabil. IUCN kategoriserar arten globalt som livskraftig.